# Laerru
Laerru (sardinski: Laèrru) je grad i općina (comune) u pokrajini Sassariju u regiji Sardiniji, Italija. Nalazi se na nadmorskoj visini od 165 metara i ima 906 stanovnika.
 Prostire se na 19,85 km². Gustoća naseljenosti je 46 st/km².
Susjedne općine su: Bulzi, Martis, Nulvi, Perfugas i Sedini.